# Koniczyna kreskowana
Koniczyna kreskowana (Trifolium striatum L.) – gatunek rośliny należący do rodziny bobowatych. Rdzenny obszar jej występowania to Europa, Azja Zachodnia i Kaukaz oraz Afryka Północna i Makaronezja, rozprzestrzeniła się także na Azorach. W Polsce gatunek rzadki, zagrożony. Występuje na suchych murawach i pastwiskach.

## Morfologia

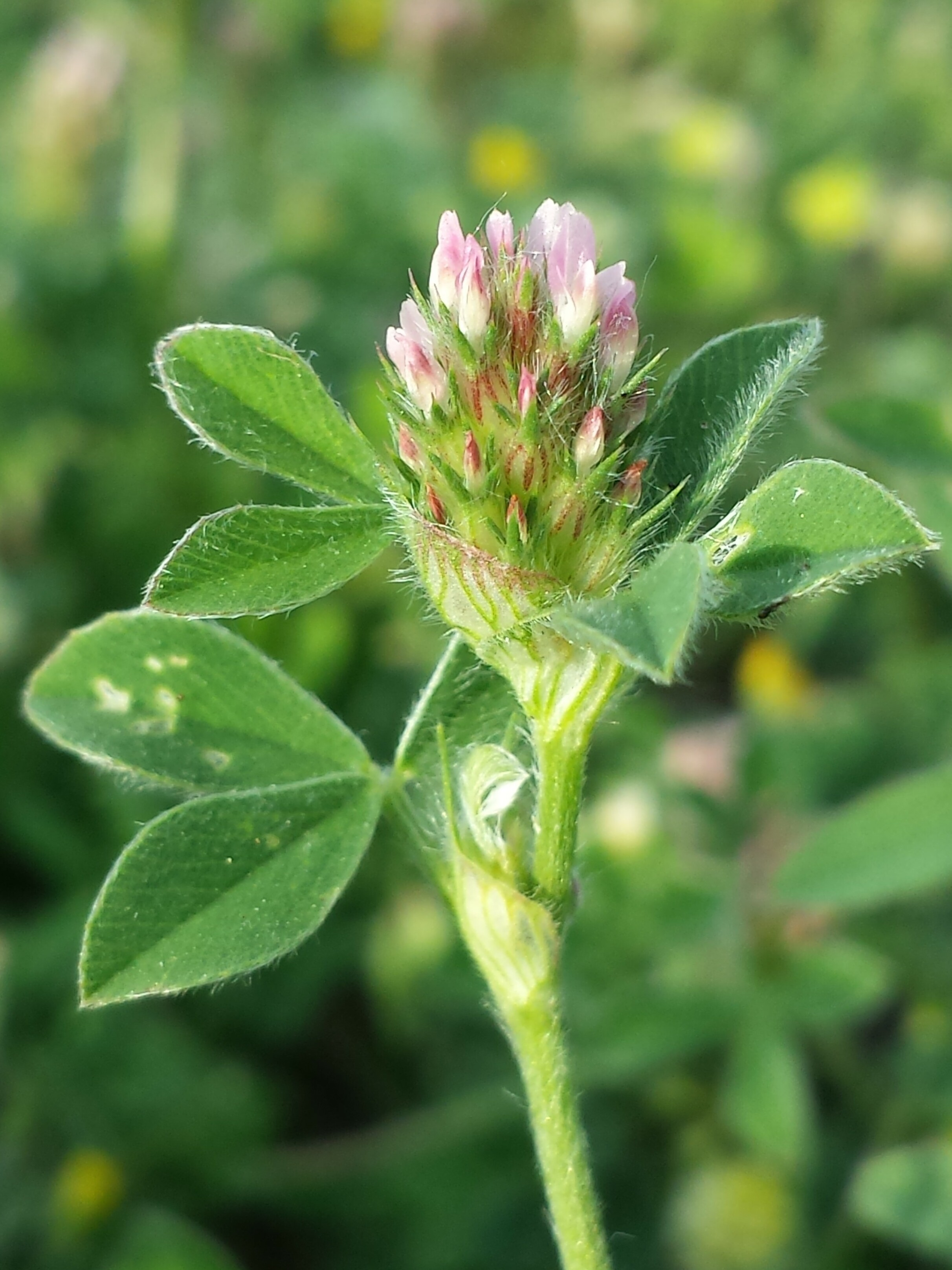
Kwiatostan

ŁodygaWzniesiona lub podnosząca się, również leżąca, o wysokości 3–50 cm.
LiścieZłożone z trzech odwrotnie jajowatych listków, obustronnie gęsto owłosionych przylegającymi włoskami.
KwiatyRdzawe, ciemniej żyłkowane, w jajowatych, prawie siedzących główkach.

## Biologia i ekologia
Roślina jednoroczna. Porasta pastwiska, a także suche murawy.

## Zagrożenia i ochrona
Umieszczona na polskiej czerwonej liście w kategorii DD (stopień zagrożenia nie może być określony).